# Les Adrets
Les Adrets is een gemeente in het Franse departement Isère (regio Auvergne-Rhône-Alpes). De plaats maakt deel uit van het arrondissement Grenoble. Les Adrets telde op 1 januari 2022 1.072 inwoners. 
De gemeente ligt op de linkeroever van de Isère, midden in de Grésivaudan, het brede rivierdal tussen het massief van de Chartreuse en het Balcon de Belledonne, onderdeel van de Belledonne.

## Geografie
De oppervlakte van Les Adrets bedroeg op 1 januari 2022 16,15 vierkante kilometer; de bevolkingsdichtheid was toen 66,4 inwoners per km².

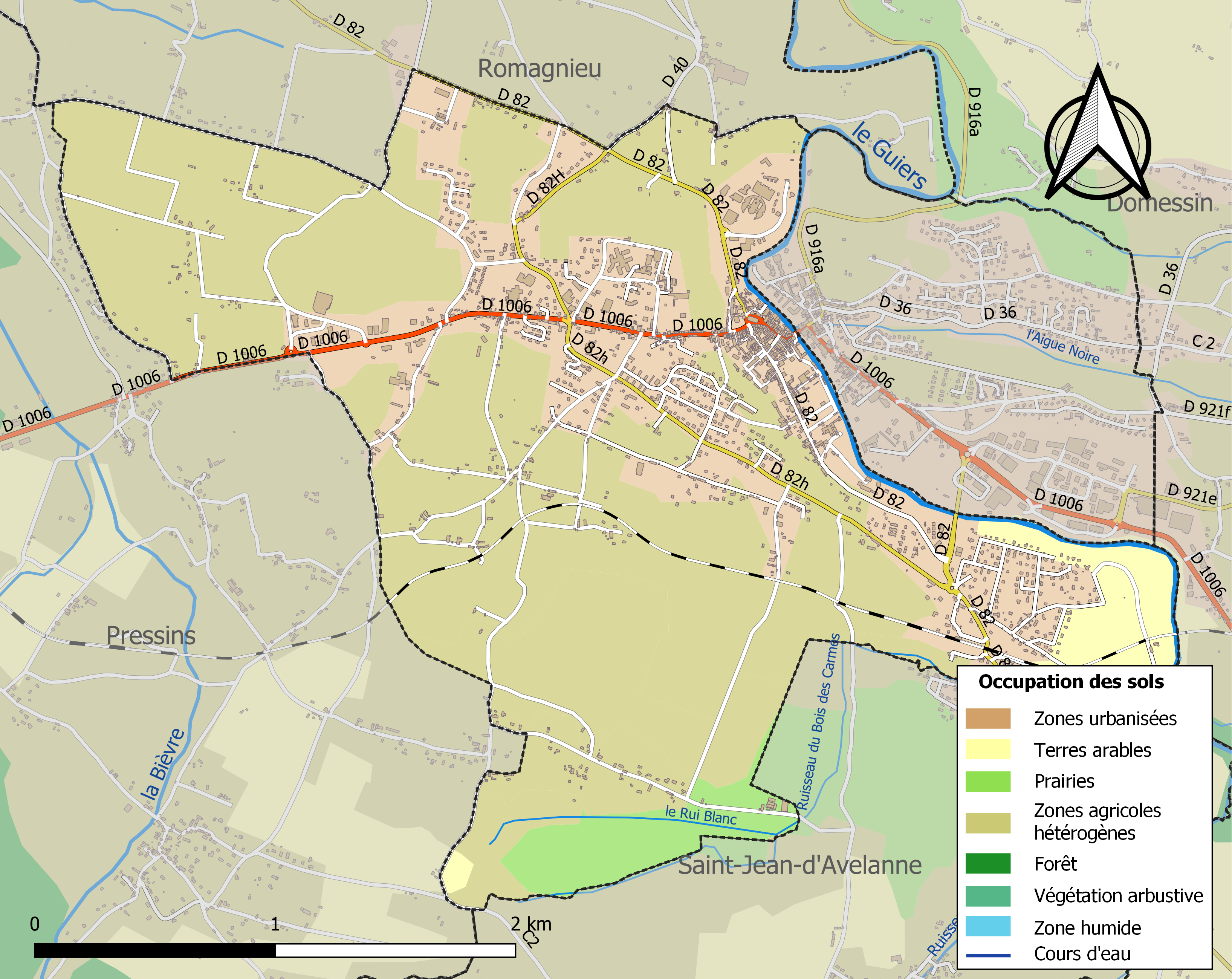
Kaart van de gemeente met de belangrijkste infrastructuur, bodemgebruik en omliggende gemeenten

## Demografie
Onderstaande figuur toont het verloop van het inwonertal (bron: INSEE-tellingen).

## Geboren
- François de Beaumont, baron van Les Adrets (1512 of 1513-1587), legeraanvoerder tijdens de Hugenotenoorlogen